# Albert-Léopold Pierson
Albert-Léopold Pierson est un peintre et aquarelliste français, né le 26 septembre 1854 à Vézelise (Meurthe-et-Moselle) et mort le 2 mars 1923 à Paris.

## Sa vie
Entre 1873 à 1899 il effectue une carrière militaire qu'il achève comme sous-intendant.
Il a eu comme professeur le paysagiste lorrain Edmond Marie Petitjean et a exposé au Salon des artistes français de 1904 à 1920, puis au Salon des Indépendants. Les titres de ses peintures font référence notamment aux principaux parcs parisiens, mais aussi à la Bretagne.
Ce peintre lorrain, ami de François Bégasse, pharmacien de la place des Halles du Faouët et amateur d'art mécène des artistes fréquentant sa commune, séjourna en Bretagne de 1906 à 1920.
Il meurt à l'Hôpital d'instruction des armées du Val-de-Grâce à l'âge de 68 ans.

## Distinctions
- Chevalier de la Légion d'honneur (1898)

## Œuvres
(liste non exhaustive)
- Bois de Boulogne, Paris (1903).

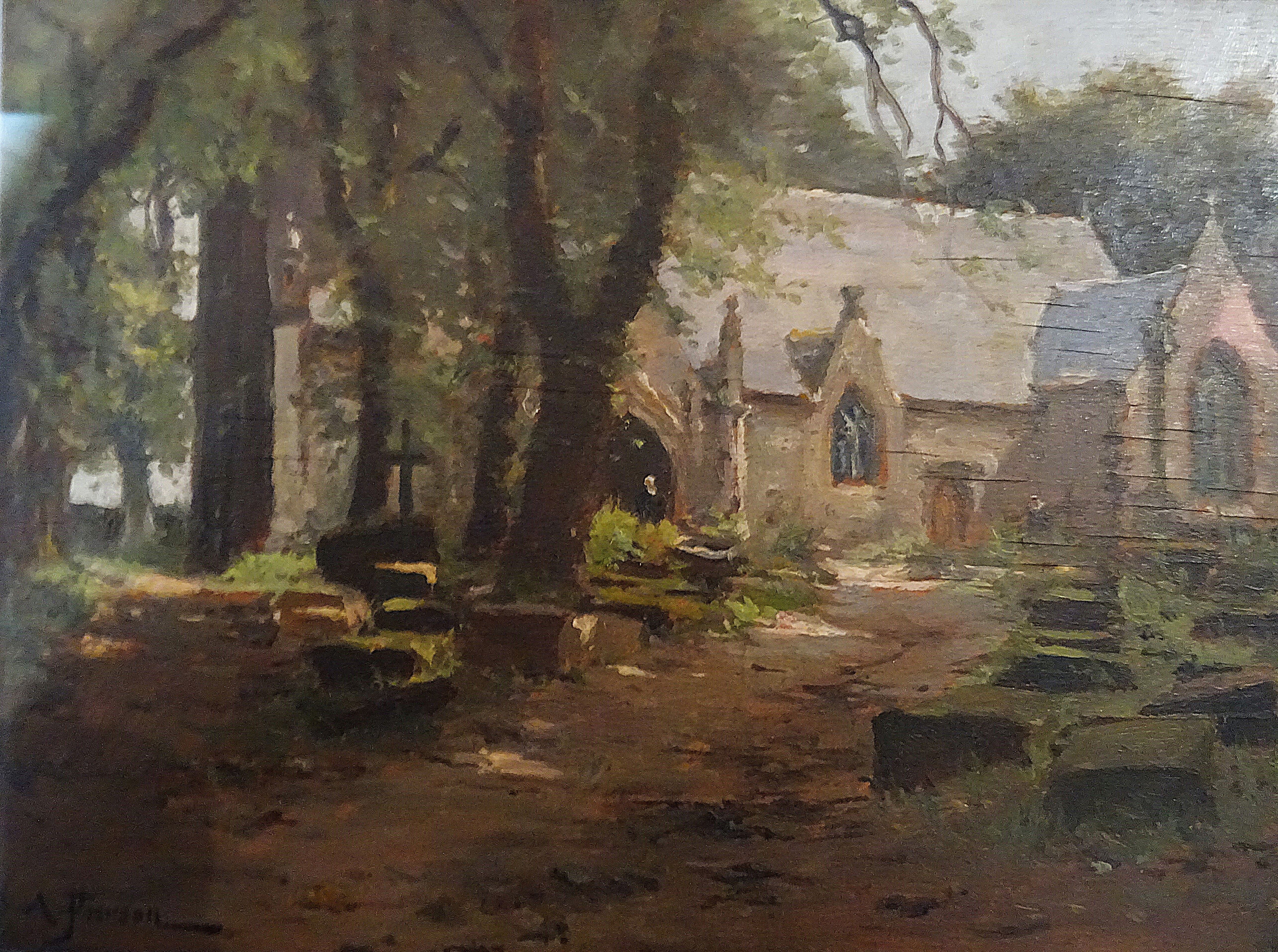
Albert-Léopold Pierson ː Berrien, près Huelgoat (1914, huile sur panneau, musée du Faouët).

- La roseraie du Luxembourg par temps gris
- La grande cascade à Mortain (1910).
- Le marché aux puces à Paris en 1911.
- Paris, le Grand Palais depuis la Seine.
- Versailles, bassin de Bacchus.
- Un coin du jardin de Versailles (Musée des Ursulines de Mâcon).
- Pendant la messe, Le Faouët (1913).
- Ferme à Beg Meil, Finistère.
- La Martyre, Finistère
- Au Luxembourg, près du triomphe de Silène (1917).
- Bord de rivière, Hennebont (1918).
- L'avenue de l'Opéra un 14 juillet (1920).

## Galerie

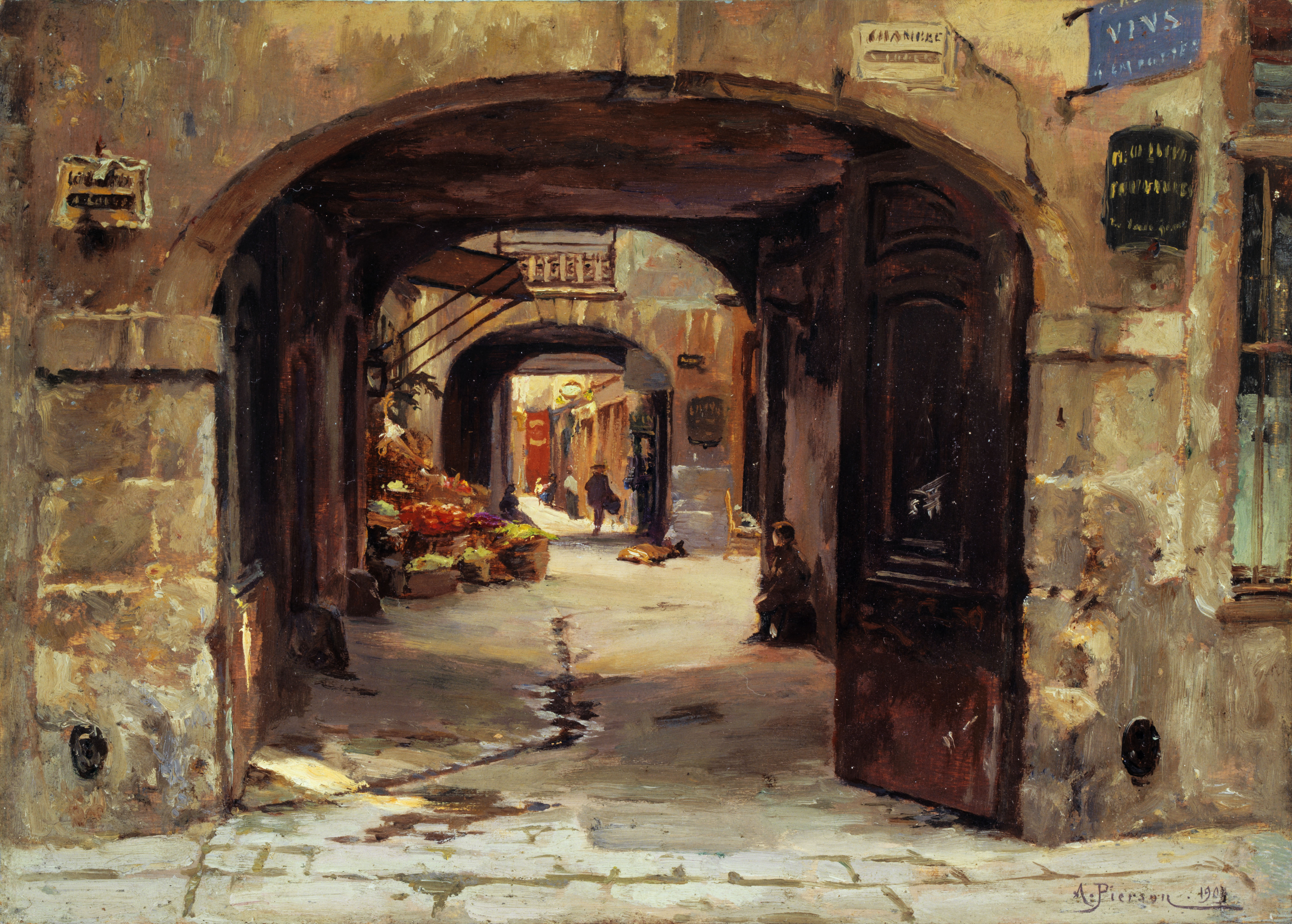
Albert-Léopold Pierson : Le Passage des Singes (1909, Musée Carnavalet)
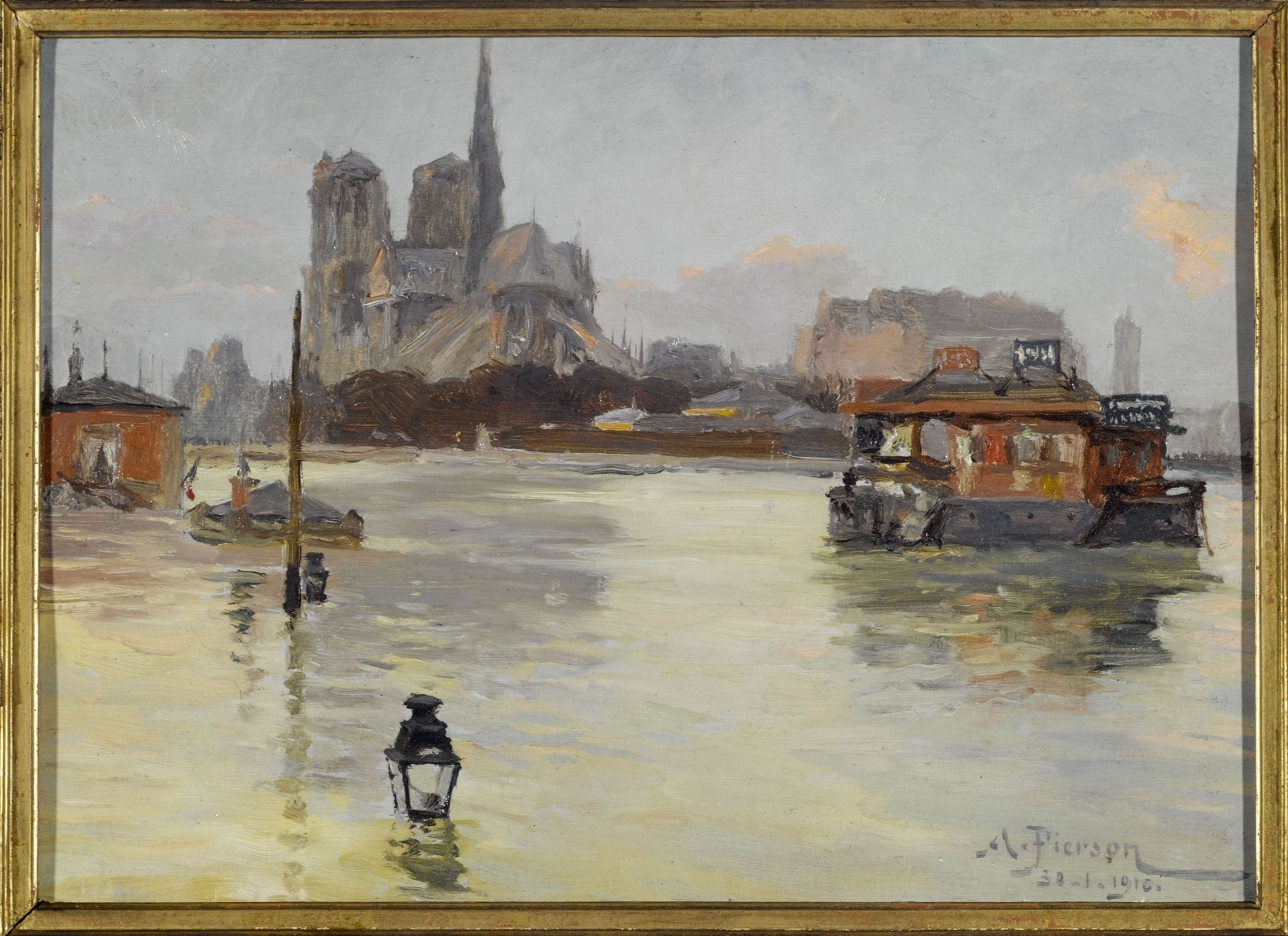
Albert-Léopold Pierson : Cathédrale Notre-Dame, vue du quai de la Tournelle, 30 janvier 1910, inondations de 1910, 4ème et 5ème arrondissements (1910, Musée Carnavalet).
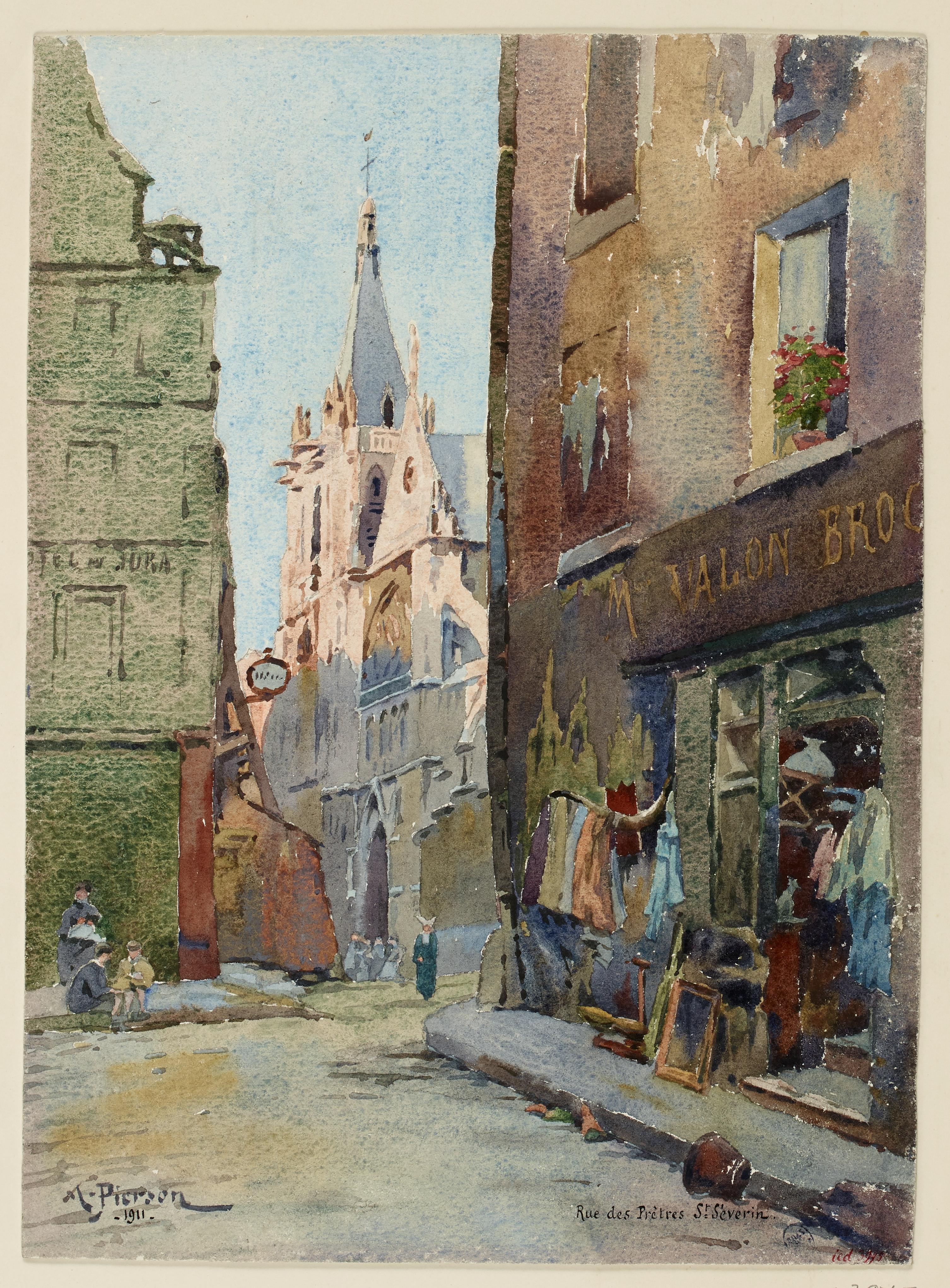
Albert-Léopold Pierson : Rue des Prêtres-Saint-Séverin (1911, Musée Carnavalet).
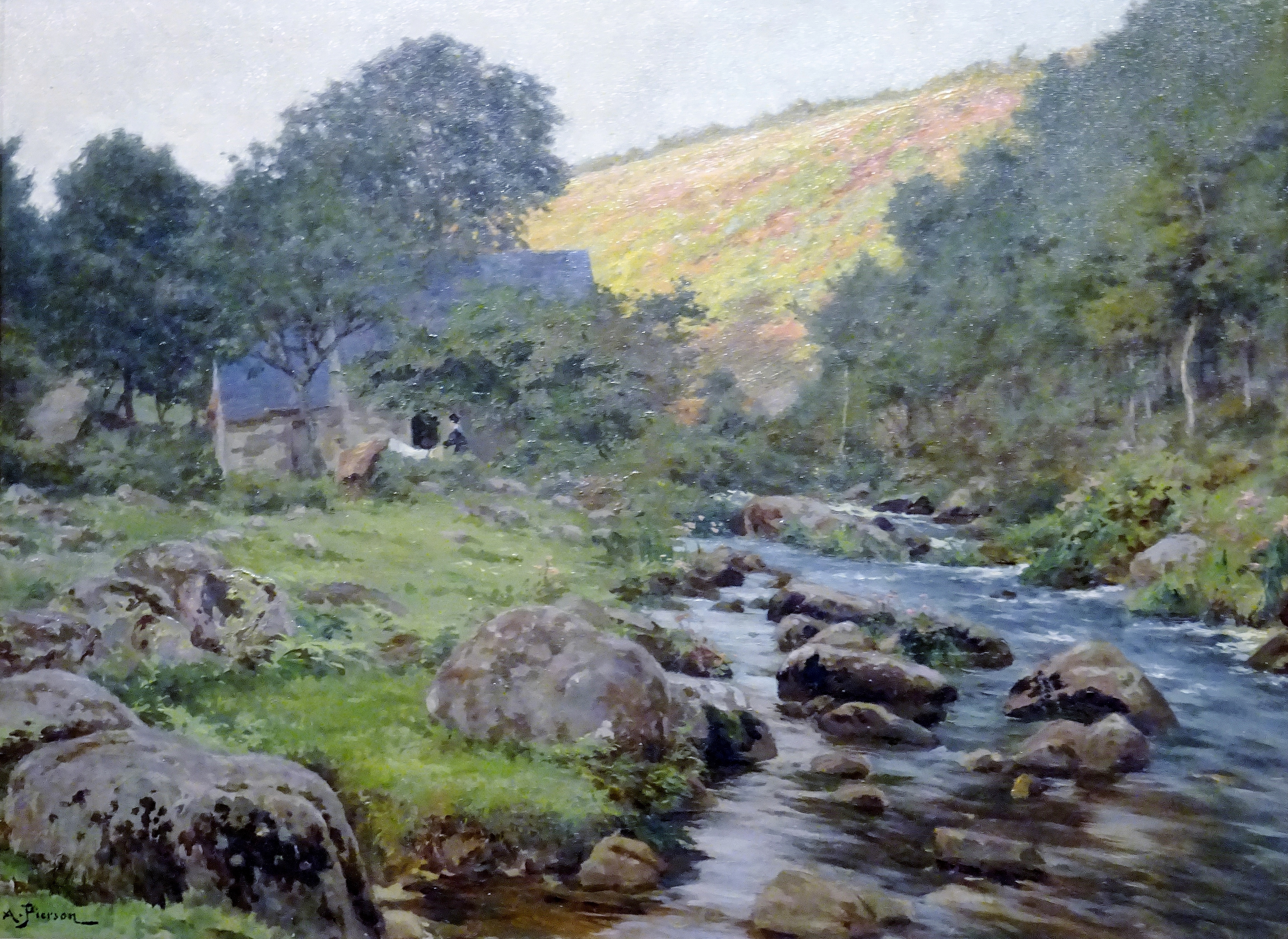
Albert-Léopold Pierson : L'Ellé au Faouët, derniers rayons (vers 1913, Musée du Faouët).
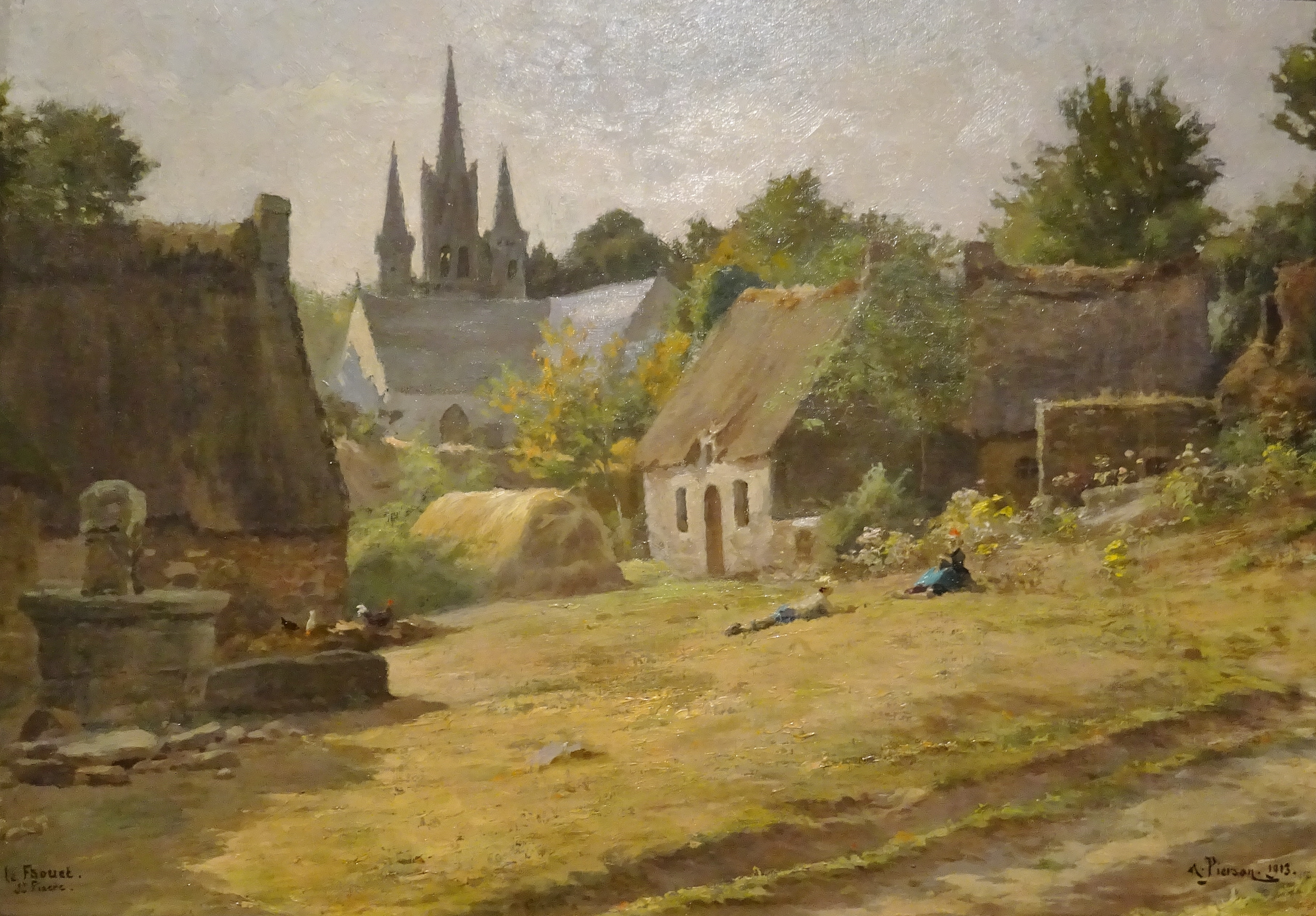
Albert-Léopold Pierson : Le Faouët, village de Saint-Fiacre (1913, Musée du Faouët).
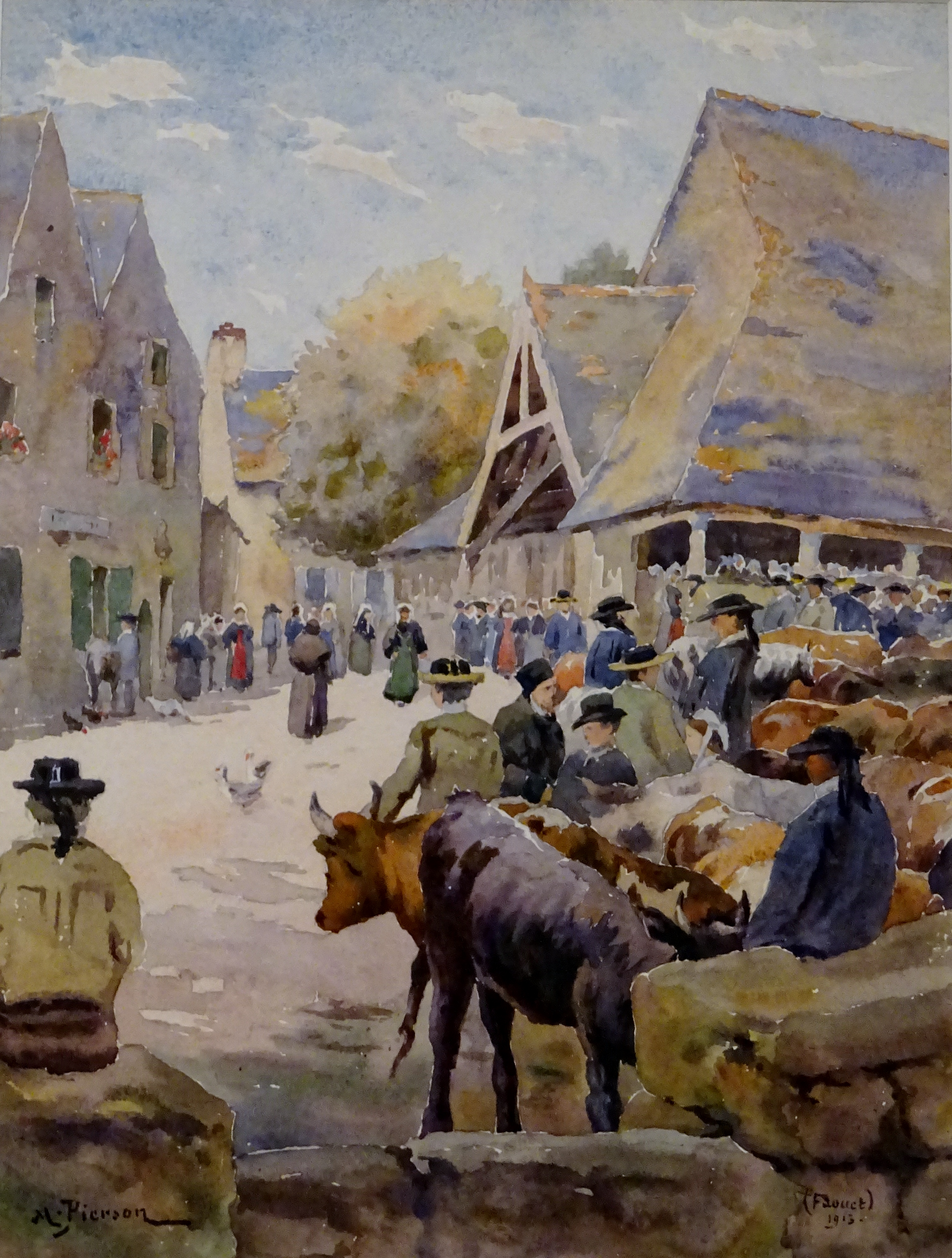
Albert-Léopold Pierson : Le Faouët, un jour de marché (1913, crayon et aquarelle sur papier, musée du Faouët).